# Domingo Hernández Lárez
Domingo Antonio Hernández Lárez (Caracas, Venezuela; 9 de marzo de 1965) es un militar con el grado de general en jefe venezolano, que ejerce desde 2021, como el comandante general del Comando Estratégico Operacional de la Fuerza Armada Nacional Bolivariana (CEOFANB). Anteriormente llevaba la comandancia del Ejército Bolivariano (EB) y fue director de la Academia Militar del Ejército Bolivariano adscrita a la UMBV (2013-2016).

## Biografía
Domingo Hernández nació en la Parroquia Catedral de la ciudad de Caracas, el 9 de marzo de 1965. Ingresó a la Academia Militar del Ejército Bolivariano (AMEB), donde egresó como licenciado en Ciencias y Artes Militares el 5 de julio de 1988, ocupando el número 10 en el orden de mérito de la promoción Gral. de Bgda. “Manuel Manrique”.

## Carrera militar
Domingo Lárez ha ocupado varios cargos entre ellos, comandante general del Ejército (2020-2021). comandante de la Región Estratégica de Defensa Integral Capital -REDI Capital- (2019-2020), comandante de la Región Estratégica de Defensa Integral Central -REDI Central- (2018-2019), comandante de la Zona Operativa de Defensa Integral No 44 Aragua -ZODI Aragua- de la REDI Central (2016-2018), y director de la Academia Militar del Ejército Bolivariano (AMEB) (2013-2016).

### Comandante Estratégico Operacional de la FANB
El 7 de julio de 2021 Nicolás Maduro designó al entonces mayor general Domingo Hernández como nuevo Comandante Estratégico Operacional de la Fuerza Armada Nacional Bolivariana. ascendiéndolo al grado militar más alto, General en Jefe. El 2 de agosto de 2024 como comandante estratégico operacional de la Fuerza Armada Nacional Bolivariana (FANB), Domingo Hernández, informó que «se mantiene vigente estado de suspensión» esa resolución, en un mensaje en X donde señaló como «mercenarios nazi fascistas» a miembros de los «comanditos», la medida emitida con motivo de las elecciones presidenciales prevista, en un principio, para un lapso de cuatro días, desde el 26 hasta el 29 de julio. Las protestas contra el resultado oficial de los comicios en diferentes ciudades venezolanas han dejado, según el funcionario, había un saldo de más de 2.000 personas detenidas y dos militares muertos.